# Andy Mota
Andrés Alberto Mota Matos (nacido el 4 de marzo de 1966 en Santo Domingo) es un ex  segunda base dominicano que jugó en la Liga Mayor de Béisbol. Fue drafteado inicialmente en la sexta ronda del 1985 Major League Baseball Draft por los Reales de Kansas City, pero no firmó. En 1987 fue drafteado por los Astros de Houston en la duodécima ronda. Mota acumuló sólo 90 turnos al bate en 27 juegos  en la segunda base con los Astros en 1991, bateando .189.
Mota es el hijo del exjugador de Grandes Ligas Manny Mota, así como hermano de José Mota y primo de José Báez.
Actualmente, Andy se desempeña como agente deportivo siendo agente de varios beisbolistas incluyendo el shortstop dominicano Hanley Ramírez.